# 西班牙猶太會堂 (威尼斯)

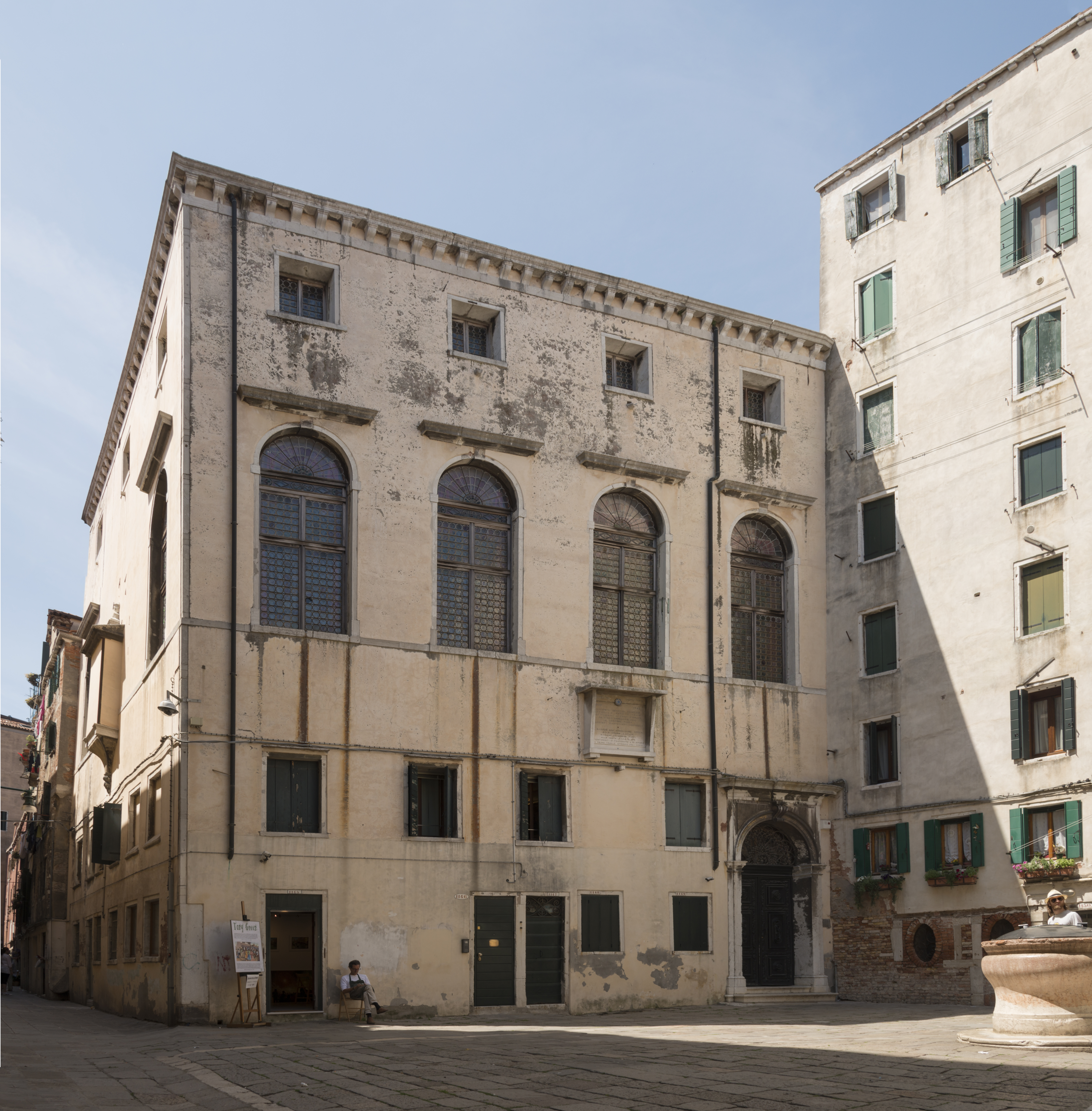
西班牙猶太會堂

西班牙猶太會堂是意大利北部城市威尼斯的一座猶太會堂，也是威尼斯隔都的兩座活躍的猶太會堂之一。西班牙猶太會堂由逃亡自伊比利亞半島的猶太人於1490年代到達威尼斯時興建。現在的猶太會堂建築修建於1580年，重建於1635年。

## 外部連結
- The Spanish Synagogue

45°26′41″N 12°19′32″E / 45.4448°N 12.3256°E